# 2 Korpus Artylerii (Chiny)
2 Korpus Artylerii – związek operacyjno-strategiczny Chińskiej Armii Ludowo-Wyzwoleńczej.

## Charakterystyka
2 Korpus Artylerii został utworzony 1 lipca 1966. 
Jego zadaniem jest utrzymanie chińskiego potencjału jądrowego w gotowości do użycia, wykonanie kontrataków nuklearnych oraz demonstrowanie polityki odstraszania wobec innych państw.
W swoim składzie posiada strategiczne i taktyczne siły jądrowe, konwencjonalne siły rakietowe, jednostki łączności, rozpoznania, logistyki i walki elektronicznej, a ponadto centra szkoleniowe i treningowe, instytuty badawcze i dowództwa.

## Struktura organizacyjna
Siły rakietowe korpusu zgrupowane są w sześciu bazach. Te w swojej strukturze posiadają brygady rakietowe, bataliony i jednostki zabezpieczenia.
- 51 Baza Rakietowa
- 52 Baza Rakietowa
- 53 Baza Rakietowa
- 54 Baza Rakietowa
- 55 Baza Rakietowa
- 56 Baza Rakietowa